# 彼得·維塞爾·扎普菲
彼得·維塞爾·扎普菲（1899年12月18日—1990年10月12日）挪威哲学家、作家、艺术家、律师、登山家，以哲学悲观主义和对人类存在持宿命论而知名。他的哲学受到了德国哲学家叔本华的启发。他坚定主张反出生主义。